# Erythrodiplax anomala
Erythrodiplax anomala là loài chuồn chuồn trong họ Libellulidae. Loài này được Brauer mô tả khoa học đầu tiên năm 1865.